# لوکاش دوشک
لوکاش دوشک (چکی: Lukáš Došek؛ زادهٔ ۱۲ سپتامبر ۱۹۷۸) بازیکن فوتبال اهل جمهوری چک بود.
از باشگاه‌هایی که در آن بازی کرده‌است می‌توان به اشپورت فقاند زیگن، باشگاه فوتبال اسلاویا پراگ، باشگاه فوتبال ویکتوریا پلزن، باشگاه فوتبال اسپارتاک ترناوا، و باشگاه فوتبال تون اشاره کرد.
وی همچنین در تیم‌های ملی فوتبال زیر ۲۱ سال جمهوری چک و جمهوری چک بازی کرده‌است.